# Стефан Михајловски
Стефан Михајловски (Вршац, 18. септембар 1996) српски је књижевник, новинар и активиста за људска права.

## Биографија
Дипломирао је на Факултету за медије и комуникације у Београду. Каријеру је започео 2013. године на телевизији Банат као аутор и водитељ емисије „Насловна страна”. Две године касније са продукцијом „Соунд дифајн” ради на регионалном пројекту „Пусти свој глас”, такође емитованом на ТВ Банат. Током 2017. године реализује свој ток-шоу програм „Лице данашњице” на Отвореном каналу културе, где у комбинацији са стручним лицима и младима разговара о друштвеним проблемима. Своју прву књигу и краткометражни документарно-играни филм истог назива објављује 2018. године.
Уредник је мултимедијалног садржаја портала „Балкан вединг”, а био је и члан жирија за најбољу квир причу коју су организовали магазини Оптимист и Буквар. Бави се активизмом и борбом за људска права.

## Дела
- Лице данашњице: (Ауто)биографија колективне (не)свести (2018)
- Испод грла (2019)
- 14 дана карантина (2020)
- Девојка за удају (2021)[5]